# TikTok
TikTok (відомий у Китаї як Douyin, кит. 抖音, пін. Dǒuyīn duǎn shìpín, «коротке відео Доуїнь») — китайський соцмедійний застосунок для створення та поширення коротких відео та проведення онлайн-трансляцій. Дозволяє створювати, редагувати і ділитися відеороликами тривалістю від кількох секунд до кількох хвилин, зазвичай під музику або якийсь аудіозапис.
Сервіс запущено у вересні 2016 китайською компанією ByteDance. Це найпопулярніша платформа для коротких відео в Азії, яка поширилася на інші частини світу і набирає популярність. Кількість користувачів програми, які мешкають у 170 країнах, сягнула 1 млрд.

## Історія

### Розвиток
Douyin запущено фірмою ByteDance у вересні 2016 року в Китаї. Для міжнародного ринку використовується назва TikTok з моменту, коли програма почала розширення до Індонезії у вересні 2017 року 23 січня 2018 року, застосунок TikTok посів 1 місце серед завантажень безкоштовних мобільних застосунків у Таїланді. У лютому 2018 року, TikTok розпочав партнерство з Modern Sky, з метою монетизації музики.
У травні 2021 року засновник ByteDance, що володіє TikTok, Чжан Імін, пішов із посади генерального директора компанії.

### Об'єднання з musical.ly
9 листопада 2017 року TikTok'ова батьківська компанія, ByteDance, витратила $1 мільярд, аби придбати musical.ly — шанхайську стартапову компанію з офісом у Санта-Моніці, Каліфорнія. Ця компанія вже мала на той час соціально-медійну платформу, націлену на підлітковий ринок Сполучених Штатів. Сподіваючись захопити молодих користувачів цифрових платформ США, TikTok 2 серпня 2018 року об'єднався з musical.ly. Мета об'єднання — створити більшу відеоспільноту з чинними екаунтами та даними, зібраними в одному застосунку, під назвою TikTok.

### Вихід на інші ринки
У червні 2018 року TikTok сягнув 500 мільйонів щомісячних користувачів у всьому світі та 150 мільйонів активних щоденних користувачів у Китаї. Він став найбільш завантажуваним застосунком у світі на Apple's App Store у першій половині 2018 року з приблизно 104 мільйонами завантажень, обійшовши рекорди PUBG Mobile, YouTube, WhatsApp і Instagram протягом цього періоду.
У США встановлення TikTok відбувалося частіше, аніж за застосунки компаній Facebook, Instagram, Snapchat і YouTube у значенні денного завантаження 29 вересня 2018 року. Майже через місяць TikTok продовжив розширення на ринку, вийшовши з 30 % до 42 % ринкових завантаження серед групи застосунків медійних соціальних мереж.
Станом на травень 2023 року, TikTok почав реструктуризацію бізнесу у сфері електронної комерції з метою переорієнтування на такі ринки, як Великої Британії та США, оскільки китайська група намагається експортувати свою модель онлайн-покупок за межі рідної країни. Згідно з посиланням на повідомлення в Financial Times, персонал компанії у Бразилії, який працював над запуском TikTok Shop, переводять на ринки, де ця послуга вже була представлена, а саме у Велику Британію, США та Південно-Східну Азію.
В Україні TikTok лідирує серед користувачів віком 18-24, а загальна аудиторія 18+ у TikTok в Україні складає 12 млн.

### Молодіжна рада
В червні 2023 року TikTok оголосив про створення Молодіжної ради для збору відгуків активних користувачів платформи, щоб керувати змінами.

## Особливості
Мобільний додаток TikTok дозволяє користувачам переглядати музичні відео, створювати lip-sync до пісень, знімати короткі відеокліпи з можливістю їхнього редагування з вбудованими ефектами, фільтрами та стикерами. Аби створити музичне відео у програмі, користувачі можуть обрати фонову музику з великої кількості музичних напрямків, включаючи хіп-хоп, попмузику або електронну музику, і записати 15-секундне відео перед вивантаженням та поширенням з іншим людьми.
Додаток надає користувачам можливість виставити свої акаунти у приватний режим, дозволивши перегляд контенту лише вибраним користувачам. Користувачі також можуть дозволити всім або лише друзям надсилання їм коментарі або повідомлення, а також «duet» з чи «react» на їхні відеофайли. Функція «duet» дозволяє користувачам створювати нові відео поряд з вже таким, що існує, а функція «react» — поміщати нове відео у менший фрейм, який можна перетягнути на вже записаний відеофайл.
Відео, які користувачі ще не хочуть публікувати, можна зберігати в «чернетках». Користувачеві дозволено переглядати свої «чернетки» та публікувати, коли він вважає за потрібне. Додаток дозволяє користувачам встановлювати свої облікові записи як «приватні». Під час першого запуску програми обліковий запис користувача за умовчанням є загальнодоступним. Користувач може змінити на приватний у своїх налаштуваннях. Приватний вміст залишається видимим для TikTok, але блокується для користувачів платформи, яким власник облікового запису не дозволив переглядати їхній вміст.
Користувачі можуть вибрати, чи будь-який інший користувач або лише їхні «друзі» можуть взаємодіяти з ними через додаток за допомогою коментарів, повідомлень або відео «реагувати» або «дуетувати». Користувачі також можуть встановити для певних відео статус «загальнодоступний», «лише для друзів» або «приватний», незалежно від того, приватний обліковий запис чи ні.
Користувачі TikTok можуть надсилати друзям відео, емодзі та повідомлення за допомогою внутрішнього месенджера. TikTok також включив функцію створення відео на основі коментарів користувача. Інфлюенсери часто використовують функцію «Live» — прямої трансляції. Ця функція доступна лише для тих, хто має принаймні 1000 підписників і старше 16 років. Якщо користувач старше 18 років, підписники можуть надсилати віртуальні «подарунки», які пізніше можна обміняти на гроші.
У лютому 2020 року TikTok анонсував «режим сімейної безпеки», щоб батьки могли контролювати цифрове благополуччя своїх дітей. Є опція керування часом використання екрана, обмежений режим і можливість обмежити прямі повідомлення
У жовтні 2021 року TikTok запустив тестову функцію «чайові», яка дозволяє користувачам напряму перераховувати кошти блогерам. Облікові записи повнолітніх користувачів, які мають принаймні 100 000 підписників і погоджуються з умовами, можуть активувати кнопку «Tip» у своєму профілі, яка дозволяє підписникам давати чайові будь-яку суму, починаючи від 1 долара.
У грудні 2021 року TikTok розпочав бета-тестування Live Studio, потокового програмного забезпечення, яке дозволить користувачам транслювати програми, відкриті на їхніх комп'ютерах, зокрема ігри. Програмне забезпечення також було запущено з підтримкою потокового передавання з мобільних пристроїв і ПК.
У травні 2022 року TikTok анонсував TikTok Pulse, програму розподілу доходів від реклами. Він охоплює «4 % найпопулярніших відео на TikTok» і доступний лише для творців із понад 100 000 підписників. Якщо відео автора, який відповідає вимогам, потрапить у топ-4 %, він отримає 50 % частки доходу від реклами, що відображається з відео.
У листопаді 2023 року платформа представила функцію збереження пісень, які вони знайшли в TikTok, на інших стримінгових сервісах музики на свій вибір. В серпні 2024 року TikTok запустив функцію Sound Search, яка дозволяє знаходити відео за допомогою наспівування.

## Сприйняття
Застосунок спричинив певну кількість «вірусних» трендів, і завдяки йому з'явилися нові інтернет-знаменитості в різних куточках світу. Частина популярності TikTok приписується через маркетингові кампанії і залученням китайських зірок для розширення зацікавленості у фанів.
У 2021 році TikTok надихнув Михайла Поплавського оголосити про відкриття однойменного "факультету" у Київському університеті культури, що викликало бурхливу реакцію соцмереж.
У 2023 році частка користувачів TikTok, які отримують новини через застосунок, зросла до 43 % порівняно з 22 % роком раніше.

## Тренди
Існує певна кількість трендів у TikTok, зокрема меми, lip-synced пісні й комедії. Одна з функцій застосунку «дуети» — надає можливість користувачам додати власне відео до вже наявного, яке містить оригінальний звук. Ця функція призвела до появи більшості трендів.

## Конфіденційність
У вересні 2023 року, за повідомленням видання Politico, ірландська комісія із захисту даних (DPC) оштрафувала соціальну мережу TikTok на 345 мільйонів євро за порушення знакового закону ЄС про конфіденційність. Соціальна мережа TikTok повинна заплатити штраф, оскільки не змогла захистити особисту інформацію дітей, зробивши їхні облікові записи загальнодоступними за замовчуванням і недостатньо усунуши ризики того, що користувачі віком до 13 років могли отримати доступ до платформи.

## Вразливості

### Поточні вразливості
Наприкінці вересня 2024 року зловмисники почали використовувати TikTok для поширення шкідливого ПЗ. Зловмисники розсилали посилання на фішингові сайти у вигляді листів, нібито від імені працівників служби безпеки.

## Блокування
Блокування в застосунку TikTok розподіляють на зовнішні та власні (внутрішні). До зовнішнього блокування відносяться спроби блокування застосунку, наприклад, владою конкретної країни. До внутрішнього блокування відносяться блокування застосунку та блокування акаунту, що може здійснюватися безпосередньо засновниками TikTok та/або його теперішніми власниками.

### Зовнішні блокування
Станом на 9 квітня 2024 року, TikTok було заборонено в Афганістані, Індії, Ірані, Непалі, Північній Кореї.

#### Індонезія
3 липня 2018 року Індонезія тимчасово заблокувала застосунок TikTok, висловивши занепокоєння щодо нелегального контенту, на кшталт порнографії та богохульства. Застосунок знову став доступним тижнем пізніше після внесення різних змін, в тому числі усунення негативного контенту, відкриття парламентського консультаційного офісу і втілення безпекових налаштувань та вікових обмежень.

#### Індія
У червні 2020 року уряд Індії ввів заборону на використання сервісу «TikTok» на території Індії. Сервіс був внесений до списку із 58 китайських застосунків, які індійське керівництво визнало такими, що «порушують територіальну цілісність країни».

#### США
31 липня 2020 року Президент США Дональд Трамп заявив про намір заборонити TikTok у США. Підставою стали підозри, що соцмережа може бути інструментом китайської розвідки. Схожі припущення озвучували члени конгресу США, зокрема сенатор Рік Скотт, за словами якого TikTok використовується урядом Китаю, щоби шпигувати за американцями.
7 серпня 2020 року Президент США Дональд Трамп підписав розпорядження, згідно із яким усі компанії США мають припинити всю співпрацю з TikTok протягом 45 днів.
15 серпня 2020 року Президент США Дональд Трамп дав компанії ByteDance (власнику соцмережі) три місяці, щоби відмовитися від усіх активів в США та припинити будь-яку діяльність у країні.
9 червня 2021 року Президент США Джо Байден скасував Указ Президента США Дональда Трампа про заборону TikTok і WeChat.
20 травня 2023 року було повідомлено, що влада штату Монтана (США) домоглася повної заборони сервісу TikTok на території США. Рішення ухвалено для захисту жителів від збору конфіденційної інформації китайськими спецслужбами. Монтана з населенням понад 1 млн осіб стала першим американським штатом, який повністю заборонив сервіс. Влада заявляє, що за порушення заборони, може оштрафувати компанію ByteDance, якій належить TikTok. Сума штрафів складе $10 000 за кожне порушення. Компанії Google та Apple також можуть бути оштрафовані. Щоб не потрапити під санкції, вони повинні припинити демонструвати TikTok у своїх магазинах застосунків на території штату. Покарань для користувачів — поки що не передбачено. Новий закон набуває чинності 1 січня 2024 року. В свою чергу, 22 травня 2023 року, компанія TikTok подала позов до суду проти штату Монтана у США, де ухвалили закон про заборону використання застосунку з 2024 року.
13 березня 2024 року Палата представників США ухвалила законопроєкт, який може призвести до заборони TikTok у США. У зв'язку з ухваленням закону спікер Палати представників Майк Джонсон випустив заяву. Законопроєкт вимагав від ByteDance відмовитися від TikTok, щоб уникнути заборони в США. Відповідно, у вересні 2024 року ByteDance заявила, що вже в листопаді закриває свій сервіс потокової передачі музики TikTok Music у всьому світі.
20 квітня 2024 року Палата представників США ухвалила законопроєкт, який, серед іншого, передбачає можливість заборони TikTok в США. В свою чергу, власник і материнська компанія соцмережі TikTok, китайська корпорація ByteDance, заявила про неможливість будь-яких поступок владі США після ухвалення закону, який поставив сервіс на межу виживання у США.
З 30 червня 2024 року в США вступило в силу оновлення, яке спрямоване на обмеження реклами в TikTok, націленої на підлітків. Рекламодавці тепер не можуть охопити підлітків у США за допомогою персоналізованого націлювання та вибору кампаній.
27 липня 2024 року Міністерство юстиції США звернулося до федерального апеляційного суду з проханням підтримати закон, ухвалений у квітні, який вимагає від китайської компанії ByteDance продати американські активи ТікТок. Як зазначило агентство Reuters, Мін'юст також зазначає, що ТікТок є серйозною загрозою національній безпеці США через доступ до великих обсягів персональних даних.
16 вересня 2024 року відбулося судове засідання, яке може вирішити долю TikTok у США. Апеляційний суд округу Колумбія також розглядатиме позов про скасування закону, що може призвести до заборони популярної у США платформи TikTok, яку використовують 170 млн американців.
14 грудня 2024 року федеральний апеляційний суд США відмовився заморозити закон, який вимагає від китайської компанії ByteDance продати TikTok некитайській компанії. Якщо дія закону не буде припинена, 19 січня 2025 року додаток TikTok в США буде заблоковано.
16 січня 2025 року стало відомо, що TikTok планував зробити недоступним програму для користувачів у США з 19 січня, тобто коли мала набути чинності федеральна заборона на його роботу у США.
17 січня Трамп заявив, що ймовірно надасть платформі 90-денне відтермінування від заборони. 18 січня TikTok перестав працювати у США менш ніж за 2 години до того, як заборона повинна була набрати чинності. Користувачі в США бачили повідомлення: «Вибачте, TikTok зараз недоступний. У США прийнято закон про заборону TikTok. На жаль, це означає, що ви поки що не можете користуватися TikTok».

#### Сомалі
21 серпня 2023 року уряд Сомалі заборонив TikTok, Telegram і російську букмекерську компанію 1xBet, заявивши, що ці сервіси використовуються для тероризму та аморальної пропаганди.

#### Україна
15 квітня 2024 року Центр протидії дезінформації розпочав офіційну співпрацю з адміністрацією соцмережі ТіkTok задля протидії поширенню російської пропаганди в мережі. Центр також оприлюднив список TikTok-каналів поширення ворожої пропаганди, а саме канали російських державних ЗМІ, пропагандистів Маргарити Симоньян та Володимира Соловйова, співаків Shaman, Миколи Баскова та Філіпа Кіркорова, до яких застосовуються зазначені заходи. Центр продовжує проведення ряду заходів з метою блокування зазначених вище сторінок на території України.
За даними Центру протидії дезінформації РНБО України, TikTok поширює російську дезінформацію та пропаганду більше за Telegram.

#### Албанія
21 грудня 2024 року Уряд Албанії, починаючи з 2025 року, на рік заборонив роботу TikTok у країні після вбивства 14-річного підлітка, що викликало дискусії про шкідливий вплив соцмереж на дітей.

### Внутрішні блокування
Протягом 2024 року, згідно повідомлення Центру протидії дезінформації, адміністрація TikTok ліквідувала понад 2600 російських пропагандистських каналів.
У вересні 2024 року керівництво соціальної мережі TikTok видалило облікові записи російських пропагандистських ЗМІ. Недоступними в TikTok стали 11 сторінок Sputnik для далекого зарубіжжя, в тому числі Sputnik Serbia, Sputnik Afrique, Sputnik Africa, Sputnik Brasil, Sputnik Mundo та Sputnik Indonesia та інші. Крім того, видалено 26 акаунтів Sputnik для ближнього зарубіжжя, зокрема, Sputnik Вірменія та Sputnik Білорусь. Деактивовано і сторінку RT International. Причини такого рішення керівництво TikTok — не назвало.
24 вересня 2024 року видання Sky News повідомило, що TikTok видалив акаунти, пов'язані з російськими державними ЗМІ, за «участь у таємних операціях зі здійснення впливу». А саме, видалено акаунти медіагрупи «Россия сегодня», яка володіє інформаційними службами «РИА Новости» та «Спутник», а також «ТВ-Новости» — материнської структури телеканалу RT.

## Скандали і критика

### Цензура
Згідно з журналістським розслідуванням, з вересня 2019 року соцмережа блокує появу в основній стрічці відео від людей, що мають фізичні або психічні вади. Зокрема це торкнулось людей із синдромом Дауна, з дефектами обличчя, зайвою вагою, окрім того — представників ЛГБТ. За фільтрацією постів стежить команда модераторів.
Після виявлення цієї проблеми представники TikTok пояснили, що такі дії були спрямовані на захист людей, які мають великі шанси зіткнутися зі знущаннями. Натомість журналісти стверджують, що тим самим соцмережа сама дискримінує ці категорії користувачів. Згодом прессекретар соцмережі заявила, що це було тимчасовим рішенням, але підхід виявився помилковим.

### Блокування гештегу #АТО
17 грудня 2020 року стало відомо, що TikTok заблокував гештег #АТО.
Зі списку популярних переглядів зникли всі відео російсько-української війни, докази російської агресії, а також всі відео, де був записаний цей гештег, отримали приховане блокування.
При цьому, гештеги терористичних організацій #днр #лнр #лднр #новороссия продовжили поширюватися без блокувань.

### Блокування за критику Китаю

#### Позови до компанії Tencent
Швидке розростання TikTok становить загрозу для домінації китайського ІТ-гіганта Tencent у соціальних медіа та онлайнових розвагах. У квітні 2018 року, TikTok засудила Tencent та звинуватила у розповсюджуванні неправдивої інформації стосовно WeChat, вимагаючи компенсацію в 1 мільйон юанів та публічне вибачення. У червні 2018 року Tencent подав судовий позов проти Toutiao і TikTok до Пекінського суду, заявивши, що власники TikTok неодноразово «знеславлюють» Tencent та руйнують його репутацію, вимагаючи відшкодування та вибачення. У відповідь, Toutiao наступного дня подав зустрічний позов проти Tencent, заявивши про «нечесне змагання на інтернет-ринку», водночас вимагаючи відшкодування економічних збитків у сумі 90 мільйонів юанів.

#### Опубліковані інструкції
25 вересня 2019 року, видання The Guardian оприлюднило закриті інструкції для модераторів TikTok, з яких випливає, що сервіс обмежує доступ до відео, що суперечать політиці КНР. Деякі з них видаляють, іншим обмежують поширення — так, аби вони не набрали великої кількості переглядів.
У «чорному списку» — низка тем: зокрема, критика політичного режиму КНР і згадки про події 1989 року на площі Тяньаньмень.
Представники TikTok, коментуючи допис The Guardian, не заперечили справжність цих інструкцій, але запевнили, що давно від них відмовились.

#### Американська блогерка
15 листопада 2019 року TikTok заблокував акаунт 17-річної американки Ферози Азіз (Feroza Aziz's), яка у відеороликах про макіяж критикувала владу Китаю за репресії проти уйгурів.
У TikTok повідомили, що блокування не було пов'язано із заявами про Китай: блогерку начебто заблокували за ролик з Усамою бен Ладеном. Пізніше акаунт було розблоковано.

### Палестино-ізраїльський конфлікт
16 жовтня 2023 року, згідно із заявою платформи, соцмережа TikTok видалила 500 тисяч відео та зупинила 8 тисяч прямих трансляцій, пов'язаних з палестино-ізраїльським конфліктом, у рамках зусиль боротьби з дезінформацією. Більш того, було зазначено, що з метою запобігання використанню функцій TikTok для розпалювання ненависті, тимчасово введено додаткові обмеження на участь у програмі LIVE «з урахуванням підвищеного ризику для безпеки в контексті поточної ситуації із заручниками».

### Фінансові пастки в TikTok
4 вересня 2024 року Центр протидії дезінформації поширив застереження для українців, що соціальну мережу TikTok часто використовують для поширення неправдивої інформації та фейкових пропозицій. Деякі відео, які публікуються в соціальній мережі, несуть загрозу особистим фінансам користувачів Інтернету, бо дають неефективні поради щодо заробітку, інвестицій, заощаджень тощо. Тому, українцям варто оминати стороною наступні відео:
- про «ліниві способи збагатитися» або «нічого не робити і заробляти гроші» (з хештегом #sidehustle);
- про пасивний дохід «з нічого» за короткий проміжок часу і без жодних зусиль;
- про залучення багатства за допомогою духовної сили, ритуалів, медитації та афірмацій (з хештегом #moneymanifestation);
- про складання готівки в банку;
- про великі заощадження, які дозволять після 40 років вийти на пенсію і не працювати.

### Фаворитизм під час президентських виборів у Румунії
28 листопада 2024 року на засіданні Вищої ради національної оборони Румунії (CSAT) було висловлено звинувачення на адресу TikTok у фаворитизмі стосовно незалежного кандидата в президенти Келіна Джорджеску. CSAT заявила, що під час аналізу документів було виявлено спроби кібератак, спрямованих на вплив на доброчесність виборчого процесу.
17 грудня 2024 року Європейська комісія оголосила про офіційне розслідування того, як платформа TikTok створила ризики втручання у президентські вибори в Румунії. Відповідно, застосунок TikTok пройде серйозну перевірку з боку контролюючих органів ЄС на предмет можливого іноземного втручання у вибори.

## Судові розгляди

### TikTok проти закону США
7 травня 2024 року TikTok подав судовий позов, покликаний заблокувати закон США, який може призвести до загальнонаціональної заборони додатка. Раніше президент Джо Байден підписав закон, який вимагає від компанії-власника TikTok продати свою платформу для обміну відео в США, або ж їй загрожує заборона в країні.
16 вересня 2024 року юристи американського підрозділу TikTok, а також китайської материнської компанії ByteDance, продовжили боротьбу проти заборони на ресурс у США та подали нову апеляцію. Адвокати соцмережі в Апеляційному суді США по округу Колумбія виступили проти закону, який з 19 січня 2025 року передбачає повну заборону TikTok у США, що призведе до втрати доступу для 170 мільйонів американських користувачів.

### Венесуела проти TikTok
30 грудня 2024 року Вищий суд Венесуели наклав на TikTok штраф у розмірі $10 млн за вірусні челенджі, в результаті яких за останні місяці в країні загинули троє дітей і десятки людей отримали поранення. Як повідомив телеканал Bloomberg, у своєму рішенні суд постановив, що соціальна мережа повинна сплатити штраф телекомунікаційному агентству країни протягом наступних 10 днів.

## Штрафи
31 липня 2024 року Таганський суд Москви оштрафував TikTok на 4 млн рублів та Google на 5 мільйонів рублів ($58038) за те, що вони не змогли виявити контент, який їх зобов'язали видалити. Москва особливо критикує Google за видалення YouTube-каналів російських ЗМІ та громадських діячів.

## Продаж
19 вересня 2020 року, після оголошення влади США про можливу заборону сервісу через збір особистих даних користувачів, Bytedance подала до федерального суду Вашингтона на адміністрацію Президента США Дональда Трампа і почала пошук потенційних покупців. Сума операції оцінювалася у 20-30 млрд $. Згодом стало відомо про зірвані угоди з Apple і Google.
Серед інших претендентів на покупку компанії чи її частини — Oracle, Microsoft, Walmart та інвестори Centricus з розробником комп'ютерних програм Triller. 31 серпня 2020 року з'явилися повідомлення про визначення компанії ByteDance із покупцем.